# Micho Mosuliszwili
Micho Mosuliszwili (gruz. მიხო მოსულიშვილი; ur. 10 grudzień 1962 w Gurdżaani) – gruziński pisarz, dramaturg, tłumacz i scenarzysta.

## Życiorys
Studiował w Państwowym Uniwersytecie Tbilisi na Wydziale Geologii. W latach 1981–84 studiował na drugim fakultecie pisanie scenariuszy. Następnie pracował jako geolog i jako dziennikarz dla różnych gazet. Mosuliszwili opublikował kilka opowiadań, powieści i sztuk teatralnych w Gruzji. Jego sztuki wystawiano w Gruzji w kinach i telewizji. Niektóre dzieła zostały przetłumaczone na język angielski, niemiecki, rosyjski i ormiański.
Micho Mosuliszwili jest żonaty i ma jedną córkę.
Głównym jego dziełem jest powieść łotrzykowska Prena ukasrod (Tbilisi, Sulakauri, 2001 i Tbilisi, Gumbati-2007, 2011 – ISBN 978-9941-0-3160-1).

## Nagrody i wyróżnienia
W 1998 Mosuliszwili został kawalerem Medalu Honoru.
W 2006 opowiadanie Micho Mosuliszwili Światła dnia śniegu (o Pore Mosuliszwili) zostało nagrodzone na konkursie literackim w Moskwie.
W 2011, 8 października – otrzymał nagrodę literacką Gala dla biograficznej książki Waża Pszawela.